# أندرو غروف
أندي غروف (بالإنجليزية: Andrew Stephen Grove)‏ ‏(2 سبتمبر 1936 - 21 مارس 2016) هو مبرمج أمريكي من أصول مجرية، وهو أحد مؤسسي شركة إنتل.

## ولادته
ولد أندي غروف في بودابست، هنغاريا في 2 سبتمبر 1936 وسمي اندريس غروف. كانت عائلته اليهودية العلمانية متوسطة الثراء. كان والده جورج يعمل في إنتاج الالبان وتوزيعها، وكانت امه ماريا موظفة في إحدى المكتبات.

## نشأته
في عام 1938 انتقلت عائلته إلى بيست، القطاع النشط تجاريا في بودابيست، حيث تمكن والده جورج غروف من توسيع أعماله.في عام 1940 أصابت أمندريس البالغ من العمر أربع سنوات حمى قرمزية حادة كادت أن تؤدي بحياته. أدى المرض إلى اصابته بصمم شبه كامل استمر لعدة سنين، إلى أن صححت جراحة المشكلة أخيرا.
جند جورج غروف في عام 1942 في لواء عمل في الجيش الهنغاري، واختفى لمدة 3 سنوات. وأثناء الحرب العالمية الثانية، وفي ما كان اليهود يتعرضون للاعتقال، لجا اندريس وامه إلى التخفي، حيث غير اسمه إلى ماليسوفيتش وصار يتنقل برفقة اصدقاء من المسيحيين.
في سن الرابع عشر (1950)تطلع لكي يصبح صحافيا ومراسلا لصحيفة الشبيبة التي كانت خاضعة لتاثير الحكومة. وبعد أن سُجن أحد اقاربه بدون محاكمة، توقفت الصحيفة عن نشر مقالات اندريس. أدت هذه التجربة إلى تخلية عن مهنة الصحافة. وكتب لاحقاً«كنت محطما مثل مراهق تعرض للإهانة.لم أشأ مهنة يمكن ان يحكم فيها تقييم غير موضوعي، سهل التلون وفقاً للاعتبارات السياسية، على جدارة عملي». وهكذا انتقل من الصحافة إلى العلوم.
في كانون الأول/ديسمبر عام 1956، وبعد أن سحقت الدبابات السوفياتية ثورة تشرين الأول/ أكتوبر التي اندلعت في هنغاريا، قر اندريس ورفيق له من هنغاريا، فعبرا الحدود نحو النمسا أولا، وأبحرا بعد ذلك إلى الولايات الأمريكية المتحدة. ساعدت لجنة الإنقاذ الدولية-وهي إحدى منظمات الإغاثة- في احضاره من فينا إلى مدينة نيويورك. ولاحقاً غير اسمه إلى اسم أندرو الأمريكي.

## تعليمه
في عام 1956 التحق بجامعة نيويورك لدراسة الهندسة. وهناك التقى بالبروفسور كسافيير شميت، رئيس قسم الهندسة الكيميائية، والذي أعطاه وظيفة وأصبح المعلم المخلص له.
تخرج من جامعة نيويورك في عام 1960 حائزاً على شهادة بكلريوس في الهندسة الكيميائية. وبما أن البروفيسور كان يعرف بان غروف يعشق أمريكا ولكنه يكره نيويورك، فقد اقترح عليه الذهاب إلى كاليفورنيا.
وفي عام 1963 أكمل غروف شهادة الدكتوراه في جامعة كاليفورنيا في بيركلي.

## عمله

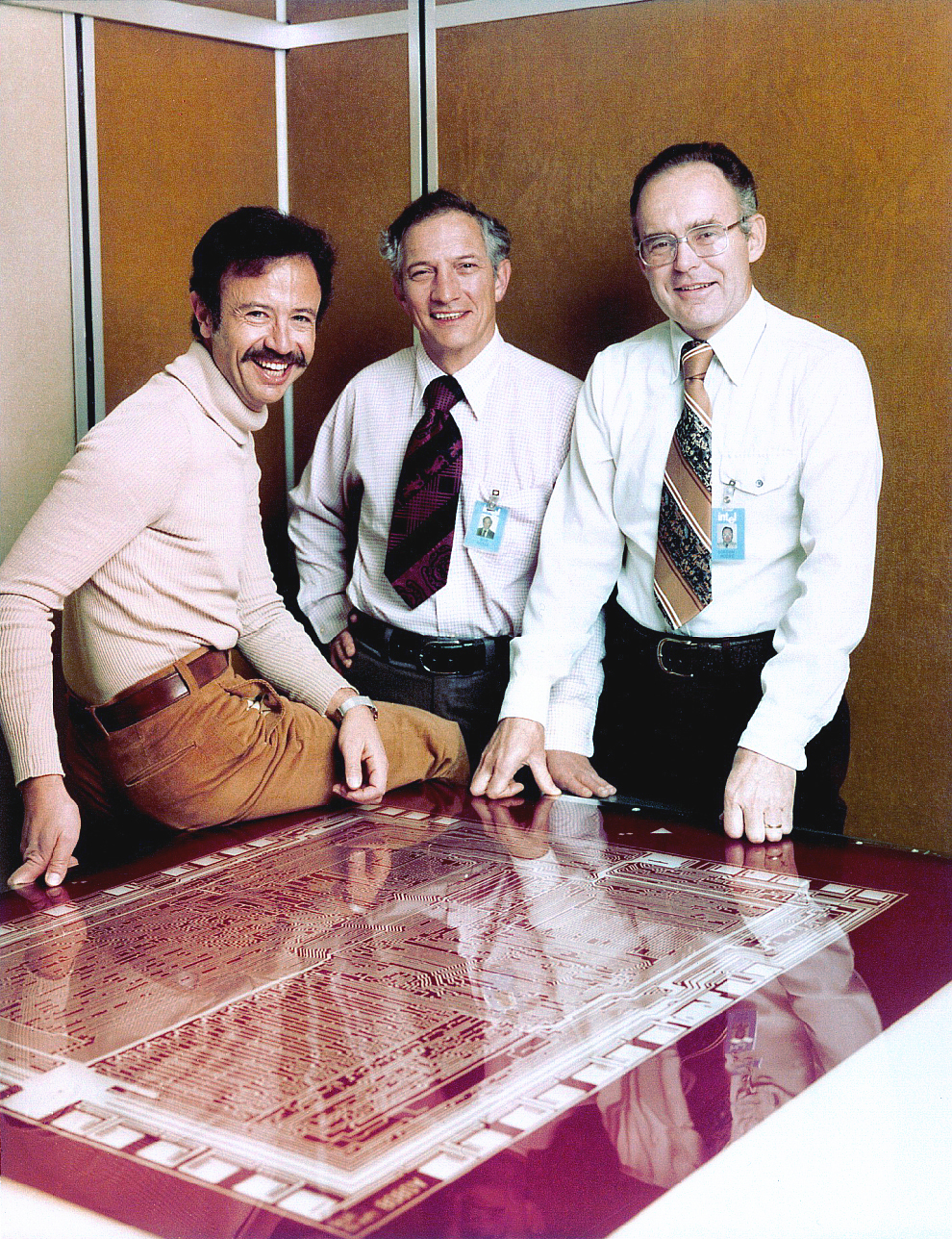
آندي جروف وروبرت نويس وجوردون مور في عام 1978

في عام 1963 انضم إلى مختبر البحوث والتطوير التابع لفيرشايلد سيميكوندكتور. وفي العام 1957, أسس شركته التي بدأت بصنع الترانزستورات لشركة أي بي إم (IBM) وغيرها من العملاء. غير ان الشركة ذاع صيتها بعد أن اخترع الباحث روبرت نويس الرقاقة المتكاملة عام 1959.
في عام 1967 أصبح المدير المساعد لمختبرات البحث والتطوير، وعمل تحت إدارة غوردن موور، _أحد أكبر عمالقة الكيمياء في القرن-.
في عام 1968 شارك في تأسيس شركة إنتل التي اقتصرت على تصنيع الإلكترونيات المتكاملة مع موور ونويس. وقد بدأت الشركة بالتركيز على صنع الرقاقات المتكاملة.
في عام 1979 أصبح غروف رئيسا لشركة إنتل.وفي عام 1987 أصبح المسؤول التنفيذي الرئيسي لإنتل.ثم أصبح في عام 1997 رئيس إنتل والمسؤل التنفيذي فيها.
استقال غروف من منصبه كمسؤول تنفيذي رئيسي وكان ذلك عام 1998, لكنه احتفظ بمنصب الرئيس.

## كتبه
- «الفيزياء وتكنولوجيا الأدوات شبه الموصلة» وهو أول كتبه، وقد تم نشره عام 1967.-أصبح هذا الكتاب يُدرس على نطاق واسع في المدارس والجامعات-
- "High Output Management". نشر في عام 1983, وتُرجم هذا الكتاب إلى إحدى عشرة لغة.
- عام 1996 نشرت Currency/Doubleday كتاب "Only Paranoid Survive Crisis Points That Threaten Every Company" والذي شرح فيه غروف مفهومه عن نقاط الانعطاف الإستراتيجية - أوضاع الإصلاح أو الهدم التي تُحدث تغيراً مفاجاً كاملاً في الصناعة- مع ذكر أمثلة عن تجارب إنتل. وقد وصفت مجلق فوربس الكتاب «بأنه ربما كان أفضل كتاب يتكلم عن الأعمال من تأليف أحد رجال الأعمال منذ كتاب My Years with General Motors لألفرد سُلوان».
- " Swimming Across:A Memoir" نشر هذا الكتاب عام 2001، ويصف هذا الكتاب العشرين سنة الأولى من حياة غروف، بدءاً من مرحلة الطفولة وحتى انتقاله إلى كاليفورنيا. -قال غروف لمضيفه الإعلامي شارلي روز بأنه ألف هذا الكتاب لأحفاده بوجه الخصوص-.

## الألقاب التي نالها
في عام 1997 أطلقت مجلة تايم على غروف لقب«شخصية العام». وفي عام 2004 أطلق وارتون ونايلي بيزنس ريبورت عليه لقب «القائد المهني الأكثر تأثيراً في السنوات الخمس والعشرين الماضية».

## روابط خارجية
- أندرو غروف على موقع الموسوعة البريطانية (الإنجليزية)
- أندرو غروف على موقع مونزينجر (الألمانية)
- أندرو غروف على موقع إن إن دي بي (الإنجليزية)